# Sobaka na sene
Sobaka na sene (russisk: Собака на сене) er en sovjetisk spillefilm fra 1978 af Jan Frid.

## Medvirkende
- Margarita Terekhova - Diana
- Mikhail Bojarskij - Teodoro
- Igor Dmitriev - Federico
- Nikolaj Karatjentsov - Marquis of Ricardo
- Ernst Romanov - Ludovico